# パロニコドン
パロニコドン（Paronychodon "爪の側の歯"[ギリシャ語　παρά、para="〜の側に"＋ὄνυξ、onyx="爪"＋ὀδών、odoon＝"歯"]）は獣脚類恐竜の属である。歯に基づく属であり、歯の"バケット"のみが残っており、化石の状態が断片的なためしばしば属としては疑わしいとされる。
タイプ種は1876年にエドワード・ドリンカー・コープによって命名されたParonychodon lacustrisであり 、アメリカ、モンタナ州のジュディスリバー累層の7500万年前のカンパニア期の地層由来である。ホロタイプ標本はAMNH 3018である。1 cmほどの歯の化石で、細長く、後方に反り、鋸歯を欠き、低い垂直の峰を持ち、断面がD字型で内側が平らである。コープは初め首長竜のものであると考えたが、同年これが肉食恐竜のものであると気づく。
第2の種Paronychodon caperatusはワイオミング州のランス累層（マーストリヒト期末期6600万年前）より知られ、元々は1889年にオスニエル・チャールズ・マーシュにより哺乳類の属トリプレオドンのものとされ、1991年にジョージ・オルシェフスキーによりパロニコドン属に移された 。これはホロタイプYPM 10624に基づいており、歯はP. lacustrisのホロタイプと近い形態だがやや大きい。オルシェフスキーは1995年にコープが1876年にLaelaps explanatusと名づけた化石をParonychodon explanatusに改名した；今日ではこのタクソンはサウロルニトレステス（Saurornitholestes）の歯に基づいているとされる。
解剖学的特徴の一部もしくは全部がこれらと一致する非常に多数の標本がパロニコドンに割り当てられた。これらには鋸歯状の歯、低い歯や平らな側面の無い歯も含まれた。一般的な"パロニコドン"型のこれらの歯は様々な時代と場所由来のものが報告され、スペインの白亜紀初期のウナ累層、バレーム期後期1億2500万年前のものも含まれる。
パロニコドンはコエルルス科、オルニトミモサウルス類、ドロマエオサウルス科、始祖鳥科、そしてトロオドン科またはそれ以外の種類のコエルロサウルス類の獣脚類であると考えられた。たいていの研究者はそれゆえ単に不定の獣脚類の歯とみなすが、デイノニコサウルス類のものであることには少数のコンセンサスがある。パロニコドンのものと割り当てられた歯はいずれも小さく、様々なデイノニコサウルス類の幼体のものかもしれない。識別可能な歯を持った成体の個体の顎は未だ発見されていない。マーシュは既にこのような歯は病的で、下顎の歯の最初の歯が偶然にも縫合線上で互いに背中合わせに成長したことによって形成されたものだと示唆している。フィリップ・J・カリーは1990年に平らな側面は歯槽の内壁に歯の残りが付着するには長すぎるために生じたものだと考え、奇形であると結論した。この型で鋸歯のある標本はこれゆえ、単純に異常なドロマエオサウルス科の歯なのだろう；しかしながら、鋸歯の無い歯は独自のタクソンもしくはタクサを表すものかもしれない。Sunny Hwangnによるある研究ではこれらの歯のエナメル質は鋸歯の無い歯を持つ幼体で知られる、トロオドン科の属であるビロノサウルスで見つかるものと同じだと示している。
様々なタクサがパロニコドンのシノニムであると考えられたことがあったが、少数のコンセンサスしか得られなかった。パロニコドンは1876年コープによりザプサリスに似ていると記載しているが、ザプサリスは別の歯に基づく属であり、これ自体しばしばおそらくドロマエオサウルス科であるリカルドエステシアのシノニムであるとされる。Richardoestesia isoscelesはJulia Sankey他の研究に従えば細長く、"A型"とされるパロニコドンの歯のシノニムであり、これにはパロニコドンのホロタイプも含まれる。ユーラシアの歯による属エウロニコドンもまたパロニコドンの（ジュニア）シノニムだと考えられることがある。